# Ossas (Pyrénées-Atlantiques)
Pour les articles homonymes, voir Ossas.
Ossas est une ancienne commune française du département des Pyrénées-Atlantiques. Le 14 juin 1845, la commune fusionne avec Suhare pour former la nouvelle commune d'Ossas-Suhare.

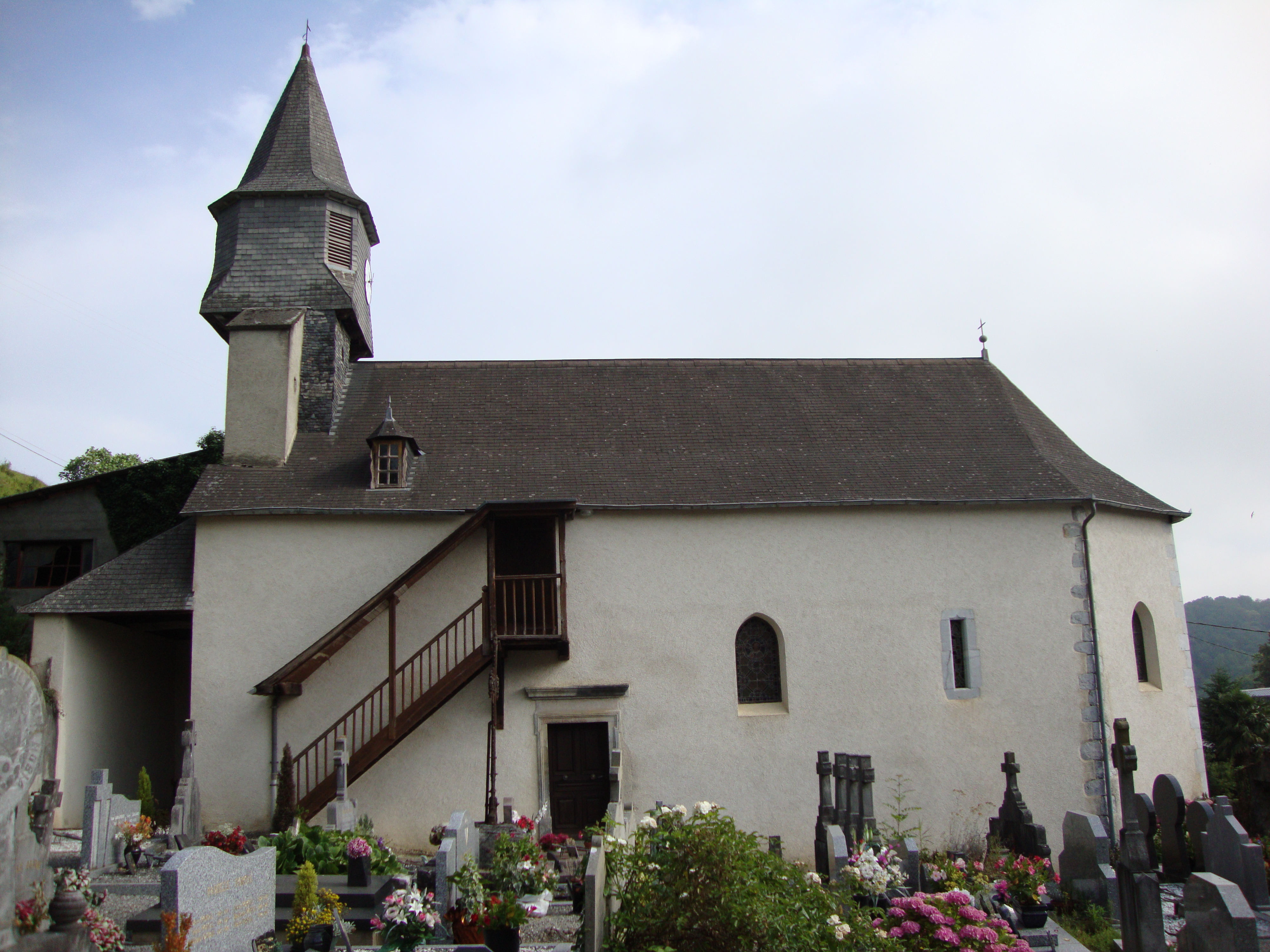
L'église Saint-Cyprien avec escalier extérieur

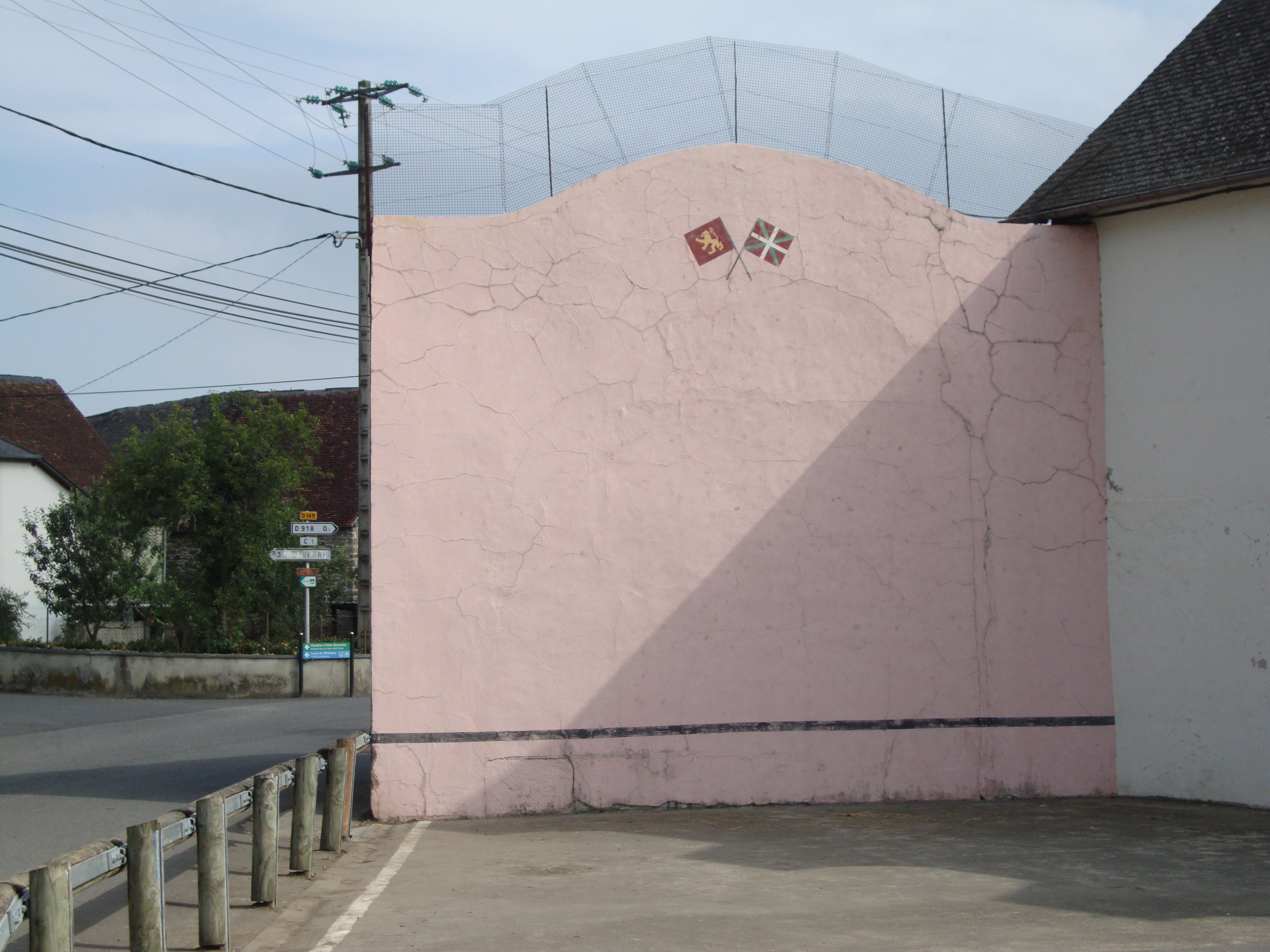
Le fronton

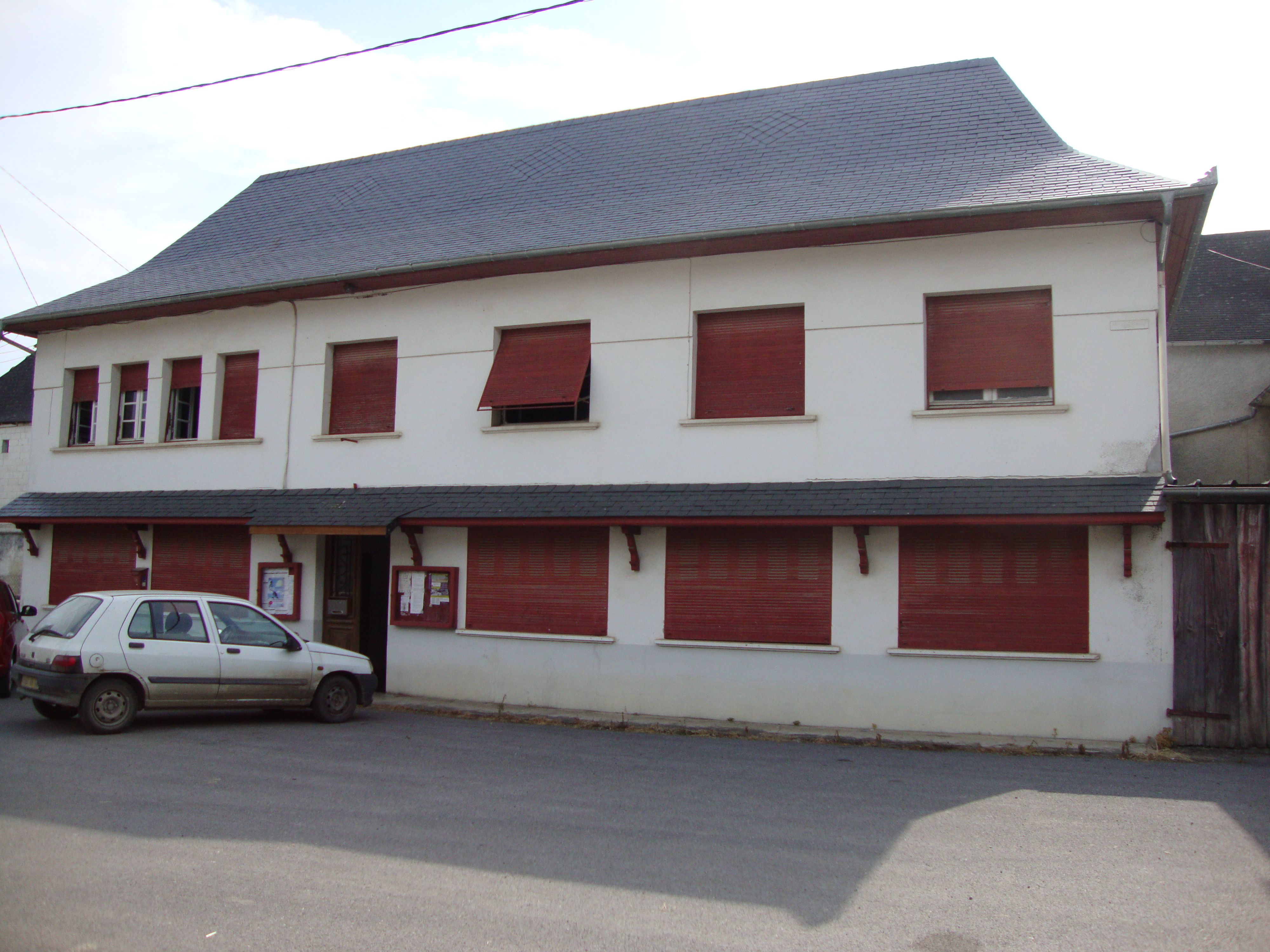
La mairie

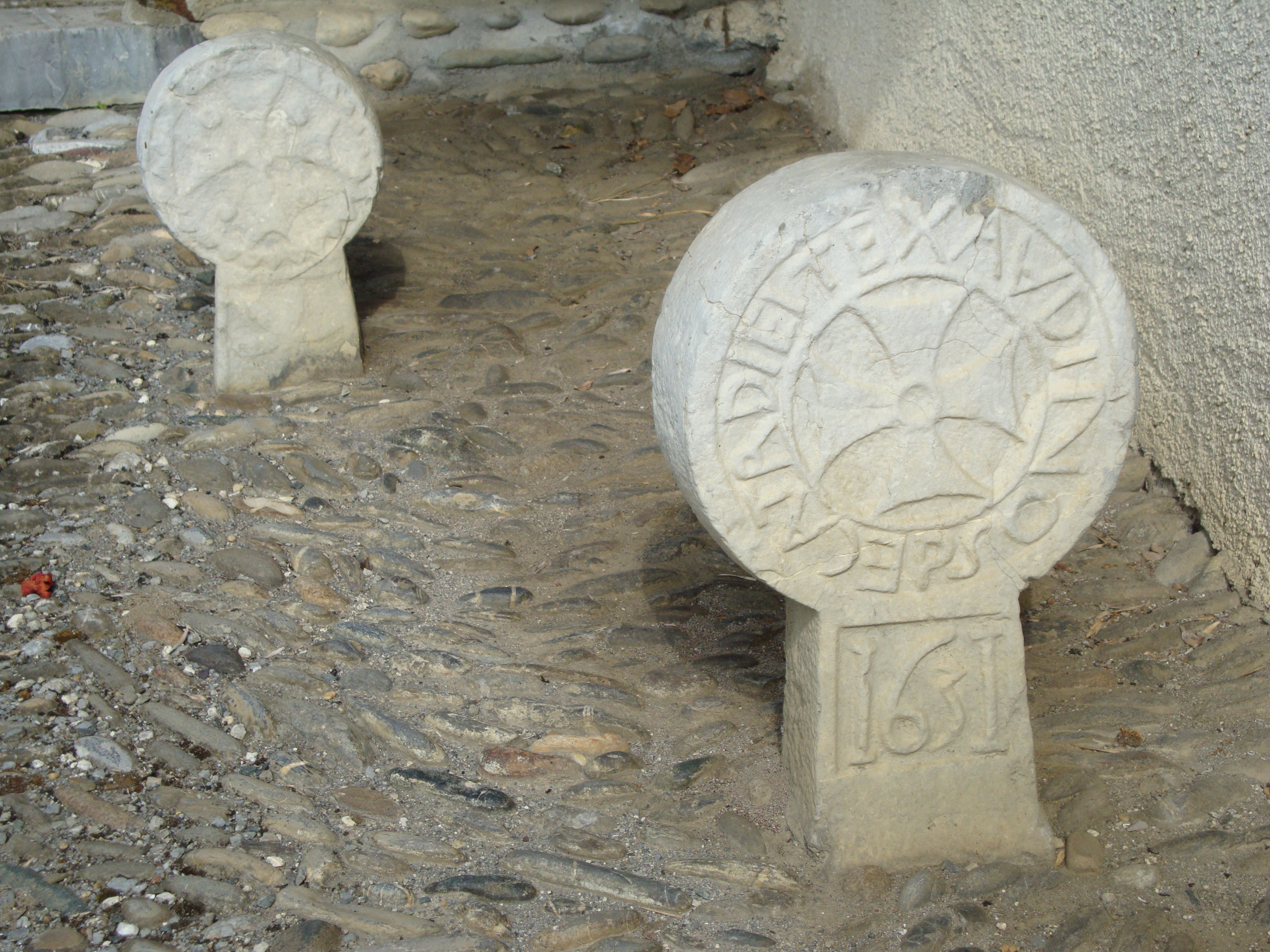
Stèles discoïdales

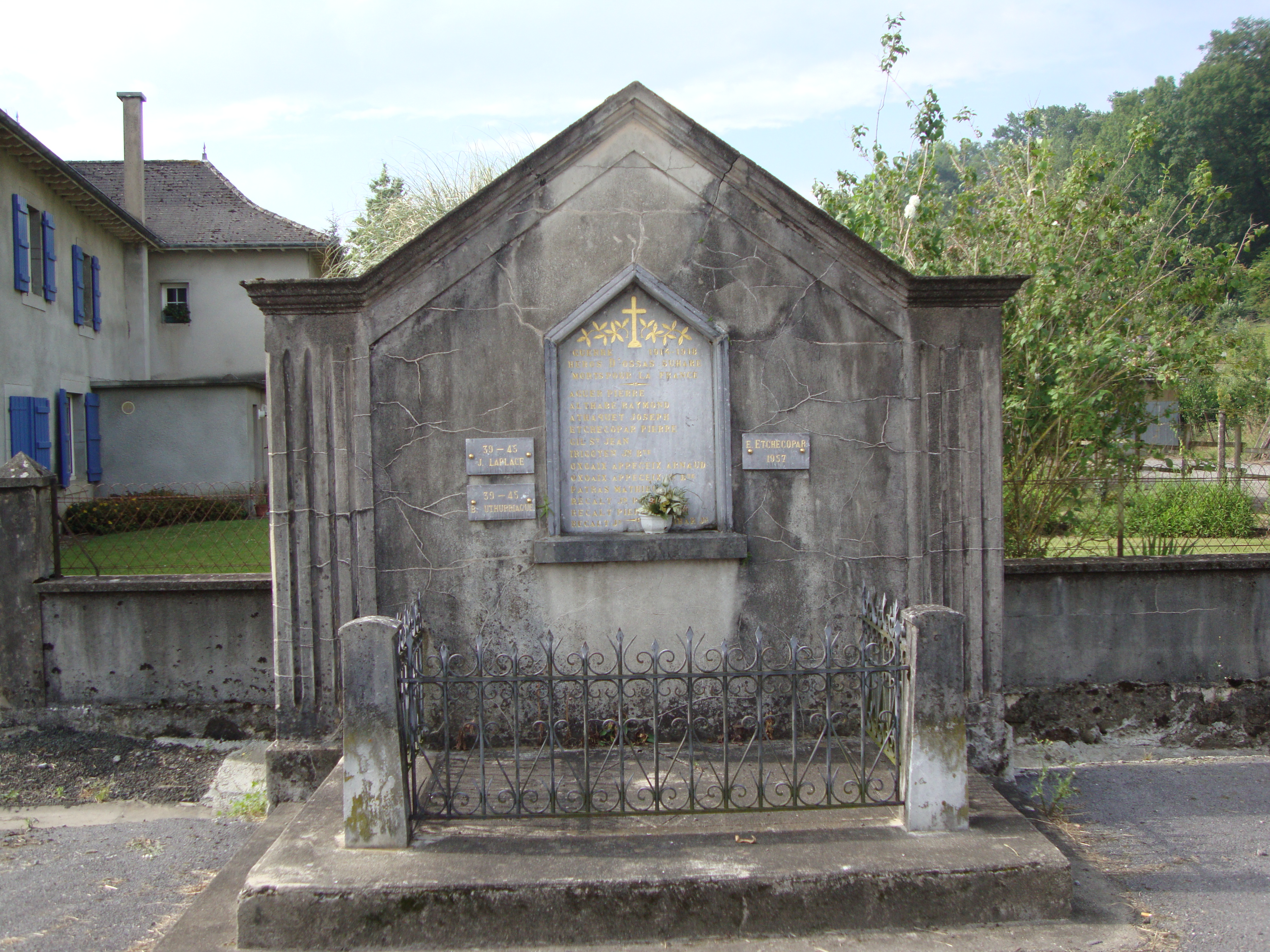
Le monument aux morts

## Géographie
Ossas fait partie de la Soule.

## Toponymie
Son nom basque est Ozaze-Zühara.
Le toponyme Ossas est mentionné en 1178 (collection Duchesne volume CXIV), 
et apparaît sous les formes 
Osas (XIIIe siècle, collection Duchesne volume CXIV) et 
Ossus (1801, Bulletin des lois).

## Démographie
| 1793 | 1800 | 1806 | 1821 | 1831 | 1836 |
| ---- | ---- | ---- | ---- | ---- | ---- |
| 225  | 222  | 241  | 166  | 301  | 309  |

## Culture et patrimoine

### Patrimoine religieux
L'église Saint-Cyprien date de la fin du XIXe siècle. Lors de la restauration de 1987 l'inscription suivante fut mise à jour : « Le peuple françois reconoit l' être suprême et l'imortalité de l'âme » (article I du décret du 18 floréal an II, ou 7 mai 1794, signé par Robespierre).

## Pour approfondir